# Michael Palmer (écrivain)
Pour les articles homonymes, voir Michael Palmer et Palmer.
Michael Palmer, né le 9 octobre 1942 à Springfield, dans le Massachusetts, aux États-Unis, et mort le 30 octobre 2013 à New York, est un écrivain américain, auteur de thrillers médicaux.

## Biographie
Il fait des études de médecine à l'université Wesleyenne et à l'université Case Western Reserve. Après avoir exercé comme médecin hospitalier au Boston City Hospital (en) et au Massachusetts General Hospital, il publie, en 1982, son premier roman, Les Infirmières de la mort (The Sisterhood) dans lequel un groupe d'infirmières assassinent des patients dans un hôpital de Boston. En 1991, il fait paraître Pièges pour deux (Extreme Measures) qui décrit l'affrontement entre un jeune médecin urgentiste et un brillant neurologue qui effectue sur les malades de terrifiantes recherches. Ce roman est adapté en 1996 dans un film américain, Mesure d'urgence, réalisé par Michael Apted, avec Hugh Grant et Gene Hackman.
Pour Claude Mesplède, « les romans suivants confirment la grande efficacité dont fait preuve Palmer dans la construction de ses intrigues. [..] Tous ces récits, dont les échos réalistes amplifient le charme et la crédibilité, sont divertissants et bien construits ».

## Œuvre

### Romans

#### SérieDocteur Lou Welcome
- Oath of Office (2012)
- Political Suicide (2013)
- Resistant (2014)

#### Autres romans
- The Sisterhood (1982) Publié en français sous le titre Les Infirmières de la mort, Paris, Presses de la Cité, coll. « Paniques » (1983)  (ISBN 2-258-01206-6)
- Side Effects (1985)
- Flashback (1988)
- Extreme Measures (1991) Publié en français sous le titre Pièges pour deux, Paris, Presses de la Cité (1992)  (ISBN 2-258-03428-0) ; réédition, Paris, Pocket, coll. « Presses-Pocket » no 10154 (1997)  (ISBN 2-266-07459-8)
- Natural Causes (1994) Publié en français sous le titre De mort naturelle, Paris, Grasset, coll. « Grand format » (1995)  (ISBN 2-246-50271-3) ; réédition, Paris, LGF, coll. « Le Livre de poche » no 17039 (1998)  (ISBN 2-253-17039-9)
- Silent Treatment (1995) Publié en français sous le titre Traitement spécial, Paris, Grasset, coll. « Grand format » (1997)  (ISBN 2-246-51461-4) ; réédition, Paris, LGF, coll. « Le Livre de poche » no 17084 (1999)  (ISBN 2-253-17084-4)
- Critical Judgment (1996) Publié en français sous le titre Situation critique, Paris, Grasset, coll. « Grand format » (1998)  (ISBN 2-246-53771-1) ; réédition, Paris, LGF, coll. « Le Livre de poche » no 17133 (2000)  (ISBN 2-253-17133-6)
- Miracle Cure (1998) Publié en français sous le titre Un remède miracle, Paris, Grasset, coll. « Grand format » (2000)  (ISBN 2-246-57271-1) ; réédition, Paris, LGF, coll. « Le Livre de poche » no 17248 (2002)  (ISBN 2-253-17248-0)
- The Patient (2000) Publié en français sous le titre Le Patient, Paris, Grasset, coll. « Grand format » (2001)  (ISBN 2-246-60641-1) ; réédition, Paris, LGF, coll. « Le Livre de poche » no 17311 (2003)  (ISBN 2-253-17311-8)
- Natural Suspect (2001) (coécrit avec William Bernhardt, Leslie Glass, Gini Hartzmark, John Katzenbach, John Lescroart, Bonnie MacDougal, Phillip Margolin, Brad Meltzer, Lisa Scottoline et Laurence Shames)
- Fatal (2002) Publié en français sous le titre Fatal, Paris, Grasset, coll. « Grand format » (2003)  (ISBN 2-246-64121-7) ; réédition, Paris, LGF, coll. « Le Livre de poche » no 37076 (2005)  (ISBN 2-253-11296-8)
- The Society (2004) Publié en français sous le titre Le Système, Paris, Grasset, coll. « Grand format » (2006)  (ISBN 978-2-246-68811-2) ; réédition, Paris, LGF, coll. « Le Livre de poche » no 37260 (2007)  (ISBN 978-2-253-12075-9)
- The Fifth Vial (2007) Publié en français sous le titre Le Dernier Échantillon, Paris, Grasset, coll. « Grand format » (2009)  (ISBN 978-2-246-74531-0)
- The First Patient (2008)
- The Second Opinion (2009)
- The Last Surgeon (2010)
- A Heartbeat Away (2011)
- No Rest for the Dead (2011) (coécrit avec Jeff Abbott, Lori Armstrong, David Baldacci, Sandra Brown, Thomas H. Cook, Jeffery Deaver, Diana Gabaldon, Tess Gerritsen, Andrew F. Gulli, Lamia Gulli, Peter James, J. A. Jance, Faye Kellerman, Raymond Khoury, John Lescroart, Jeff Lindsay, Gayle Lynds, Alexander McCall Smith, Phillip Margolin, T. Jefferson Parker, Matthew Pearl, Kathy Reichs, Marcus Sakey, Jonathan Santlofer, Lisa Scottoline, R. L. Stine et Marcia Talley)
- Trauma (2015)(publication posthume, coécrit avec Daniel Palmer)
- Mercy (2016) (publication posthume, coécrit avec Daniel Palmer)

### Novellas
- On Call (2012)

## Filmographie

### Adaptation
- 1996 : Mesure d'urgence (Extreme Measures), film américain réalisé par Michael Apted avec Hugh Grant et Gene Hackman, adaptation de Pièges pour deux (Extreme Measures)

## Sources
: document utilisé comme source pour la rédaction de cet article.
- Claude Mesplède (dir.), Dictionnaire des littératures policières, vol. 2 : J - Z, Nantes, Joseph K, coll. « Temps noir », 2007, 1086 p. (ISBN 978-2-910-68645-1, OCLC 315873361), p. 481-482.